# Hemerobius paruula
Hemerobius paruula là một loài côn trùng trong họ Hemerobiidae thuộc bộ Neuroptera. Loài này được Müller miêu tả năm 1764.